# 华北薄鳞蕨
华北薄鳞蕨（学名：Leptolepidium kuhnii）为中国蕨科薄鳞蕨属下的一个种。

## 扩展阅读
- 維基物種上的相關：华北薄鳞蕨